# 麥迪遜鎮區 (密蘇里州賈斯珀縣)
麥迪遜鎮區（英語：Madison Township）是位於美國密蘇里州賈斯珀縣的一個行政鎮區。

## 地方資料
麥迪遜鎮區的面積為118.87平方千米，當中陸地面積為118.09平方千米，而水域面積為0.78平方千米。根據2020年美國人口普查的數據，當地共有人口2095人，而人口密度為每平方千米17.62人。